# 롱아일랜드 아레나
롱아일랜드 아레나(영어: Long Island Arena)은 뉴욕주 커맥에 위치한 실내 경기장이다. 과거 ABA 뉴욕 네츠의 홈경기장으로 사용했다.